# Víkingur Gøta
A Víkingur Gøta egy feröeri labdarúgóklub. A feröeri labdarúgó-bajnokság első osztályában játszik. A sportegyesületnek 600 tagja van.

## Történet

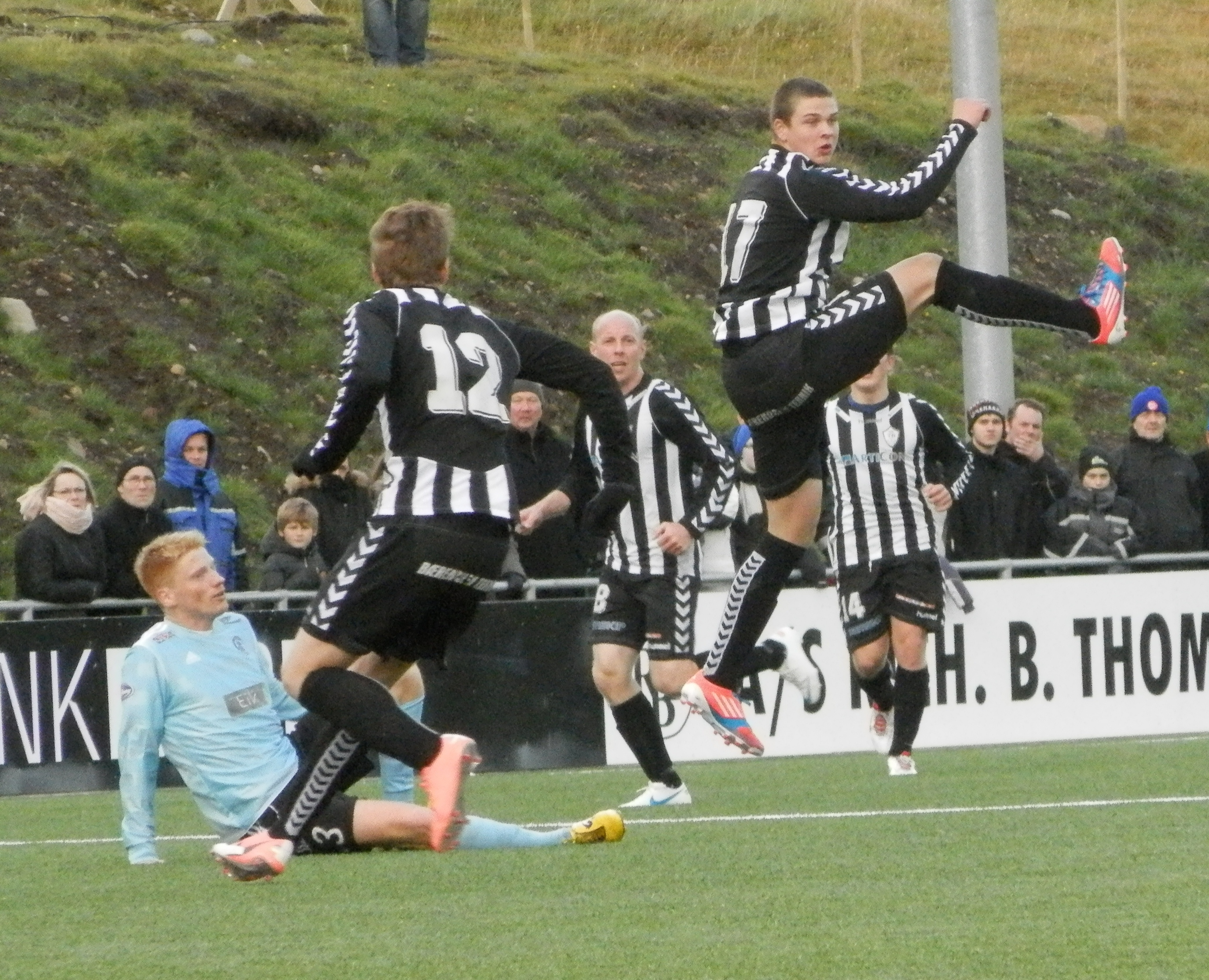
Mérkőzés a TB Tvøroyri ellen 2012-ben

A csapat 2007-ben jött létre, az 1926-ban alapított GÍ Gøta és az 1928-ban alapított LÍF Leirvík egyesülésével. Az új egyesület alapító közgyűlését 2008. február 14-én rendezték a leirvíki klubházban. Az új nevet 2008. február 4-én jelentették be, és ekkor dőlt el az is, hogy meccseiket a Serpugerði Stadionban játsszák. 2016-ban, Turi Gézával a kapuban története első bajnoki címét szerezte az együttes.

## Eredmények
A csapat eredményei az egyesítés óta:
- Feröeri bajnok (3):

2016, 2017, 2024
- Feröeri kupagyőztes (6):

2009, 2012, 2013, 2014, 2015, 2022

### Korábbi játékosok
- Bükszegi Zoltán (2008-2010)
- id. Turi Géza (2008-2018)
- ifj. Turi Géza (2020-)

## Európai kupaszereplés
| Szezon    | Kupa        | Forduló         | Ellenfél    | 1. mérk. | 2. mérk. | Össz. |
| --------- | ----------- | --------------- | ----------- | -------- | -------- | ----- |
| 2010–2011 | Európa-liga | 2. selejtezőkör | Beşiktaş JK | 0–3      | 0–4      | 0–7   |
| 2012–2013 | Európa-liga | 1. selejtezőkör | FK Homel    | 0–6      | 0–4      | 0–10  |

Megjegyzés: Az eredmények minden esetben a csapat szemszögéből értendőek, a dőlttel írt mérkőzéseket pályaválasztóként játszotta.
| Kupa        | M | Gy | D | V | Rg | Kg |
| ----------- | - | -- | - | - | -- | -- |
| Európa-liga | 4 | 0  | 0 | 4 | 0  | 17 |

### Külső hivatkozások
- Hivatalos honlap (feröeri)